# Lysilla pacifica
Lysilla pacifica är en ringmaskart som beskrevs av Hessle 1917. Lysilla pacifica ingår i släktet Lysilla och familjen Terebellidae. Inga underarter finns listade i Catalogue of Life.